# Hecht
Hecht – jednostopniowy kierowany pocisk rakietowy ziemia-powietrze opracowany w 1943 roku, naprowadzany programowo (leciał po ustalonej trajektorii).
Po pierwszym locie, projekt odrzucony na korzyść pocisku Feuerlilie.

## Dane techniczne
- masa - ok. 140 kg
- długość - 1,97 m
- średnica - 0,25 m
- rozpiętość - 0,88 m
- zasięg - ok. 9 km
- pułap 6,4 km
- prędkość ok. 1000 km/h